# Futebol Clube de Arouca 2023-2024
Questa voce raccoglie le informazioni riguardanti il Futebol Clube de Arouca nelle competizioni ufficiali della stagione 2023-2024.

## Stagione
- In Primeira Liga l'Arouca si classifica al settimo posto (46 punti), dietro al Moreirense e davanti al Famalicão.
- In Taça de Portugal sono eliminati al quinto turno dal Vizela (0-1).
- In Taça da Liga sono eliminati al terzo turno, classificandosi nel girone B al secondo posto (3 punti), dietro al Benfica e davanti all'AVS.
- In Conference League sono eliminati al terzo turno di qualificazione dai norvegesi del Brann (3-4 complessivo).

## Rosa
| N. |                           | Ruolo | Calciatore              |
| -- | ------------------------- | ----- | ----------------------- |
| 1  | Portogallo (bandiera)     | P     | João Valido             |
| 2  | Guinea (bandiera)         | C     | Morlaye Sylla           |
| 3  | Ghana (bandiera)          | D     | Jerome Opoku            |
| 5  | Portogallo (bandiera)     | C     | David Simão             |
| 6  | Brasile (bandiera)        | D     | Mateus Quaresma         |
| 7  | Portogallo (bandiera)     | C     | Yusuf Lawal             |
| 8  | Costa d'Avorio (bandiera) | C     | Kouassi Eboue           |
| 10 | Spagna (bandiera)         | C     | Jason                   |
| 11 | Spagna (bandiera)         | C     | Miguel Puche            |
| 12 | Uruguay (bandiera)        | P     | Ignacio de Arruabarrena |
| 14 | Spagna (bandiera)         | C     | Oriol Busquets          |

| N. |                        | Ruolo | Calciatore       |
| -- | ---------------------- | ----- | ---------------- |
| 16 | Brasile (bandiera)     | P     | Thiago Silva     |
| 17 | Ghana (bandiera)       | C     | Yaw Moses        |
| 18 | Stati Uniti (bandiera) | A     | Benji Michel     |
| 19 | Spagna (bandiera)      | A     | Rafa Mújica      |
| 20 | Portogallo (bandiera)  | C     | Pedro Moreira    |
| 22 | Ucraina (bandiera)     | D     | Bohdan Milovanov |
| 23 | Spagna (bandiera)      | A     | Cristo González  |
| 26 | Brasile (bandiera)     | D     | Weverson         |
| 28 | Portogallo (bandiera)  | C     | Tiago Esgaio     |
| 43 | Brasile (bandiera)     | C     | Vitinho          |
| 44 | Croazia (bandiera)     | D     | Nino Galović     |
| 64 | Portogallo (bandiera)  | D     | Rafael Fernandes |
| 89 | Portogallo (bandiera)  | C     | Pedro Santos     |